# Pinofranqueado
Pinofranqueado é um município da Espanha na comarca de Las Hurdes, província de Cáceres, comunidade autónoma da Estremadura, de área 148,9 km². Em 2021 tinha 1 682 habitantes (densidade: 11,3 hab./km²).

## Demografia
| Variação demográfica do município entre 1991 e 2004 [carece de fontes?] | Variação demográfica do município entre 1991 e 2004 [carece de fontes?] | Variação demográfica do município entre 1991 e 2004 [carece de fontes?] | Variação demográfica do município entre 1991 e 2004 [carece de fontes?] |
| ----------------------------------------------------------------------- | ----------------------------------------------------------------------- | ----------------------------------------------------------------------- | ----------------------------------------------------------------------- |
| 1991                                                                    | 1996                                                                    | 2001                                                                    | 2004                                                                    |
| 1843                                                                    | 1824                                                                    | 1638                                                                    | 1638                                                                    |